# Comitato di Bihar
Il comitato di Bihar (in ungherese Bihar vármegye, in romeno Comitatul Bihor, in tedesco Komitat Bihar, in latino Comitatus Bihariensis) è stato un antico comitato del Regno d'Ungheria, situato nell'attuale Romania nordoccidentale. Capoluogo del comitato era la città di Gran Varadino e oggi meglio nota col nome romeno di Oradea.
Il comitato di Bihar confinava con gli altri comitati di Hajdú, Szabolcs, Szatmár, Szilágy, Kolozs, Torda-Aranyos, Arad e Békés. Geograficamente si estendeva dal bassopiano Pannonico ai primi rilievi della Transilvania.

## Storia
Tre quarti del comitato di Bihar vennero ceduti alla Romania in forza del Trattato del Trianon (1920), mentre all'Ungheria rimase il lembo occidentale che andò a formare il nuovo comitato di Bihar con capitale Berettyóújfalu.
Dopo la seconda guerra mondiale la parte ungherese del comitato di Bihar si fuse con l'altro comitato di Hajdú a formare la contea  di Hajdú-Bihar. Durante questa fusione una piccola parte venne aggregata alla contea di Békés.
La parte romena dell'antico comitato di Bihar corrisponde all'attuale distretto di Bihor, eccetto la parte più a sud che fa parte del distretto di Arad.

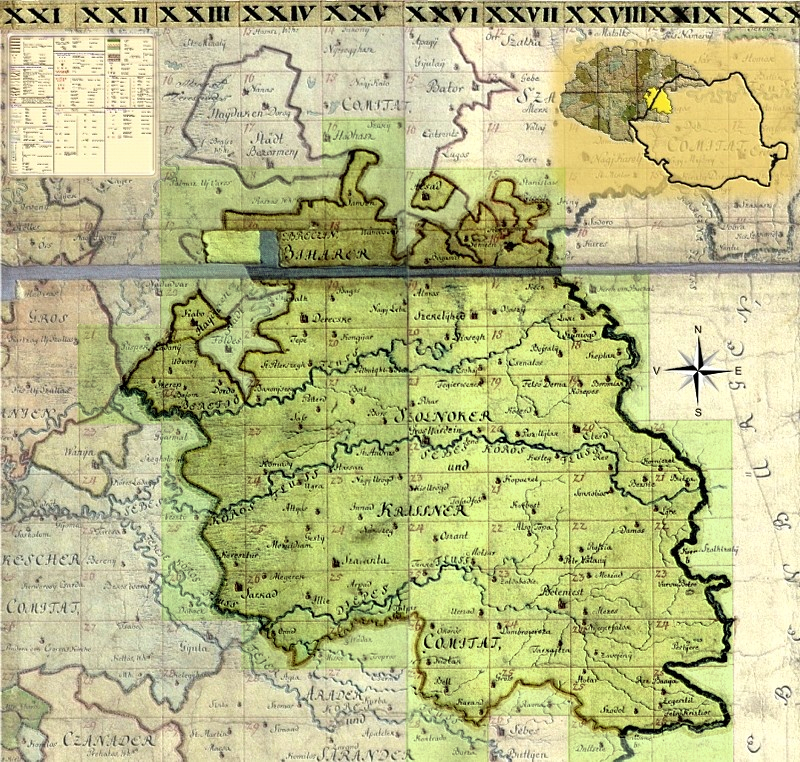
Mappa dell'antico comitato di Bihar-Szolnok-Krassna tratta dalla cartografia austriaca del 1782-85